# 長津村 (新潟県)
長津村（ながつむら）は、かつて新潟県岩船郡にあった村。

## 沿革
- 1889年（明治22年）4月1日 - 町村制施行に伴い岩船郡笹平村、釜杭村、小揚村、柳生戸村が合併し、長津村が発足。
- 1901年（明治34年）11月1日 - 岩船郡館腰村と合併し、館腰村を新設して消滅。